# Lomatium triternatum
Lomatium triternatum är en flockblommig växtart som först beskrevs av Frederick Traugott Pursh, och fick sitt nu gällande namn av John Merle Coulter och Joseph Nelson Rose. Lomatium triternatum ingår i släktet Lomatium och familjen flockblommiga växter.

## Underarter
Arten delas in i följande underarter:
- L. t. platycarpum
- L. t. alatum
- L. t. anomalum
- L. t. brevifolium
- L. t. macrocarpum

## Bildgalleri

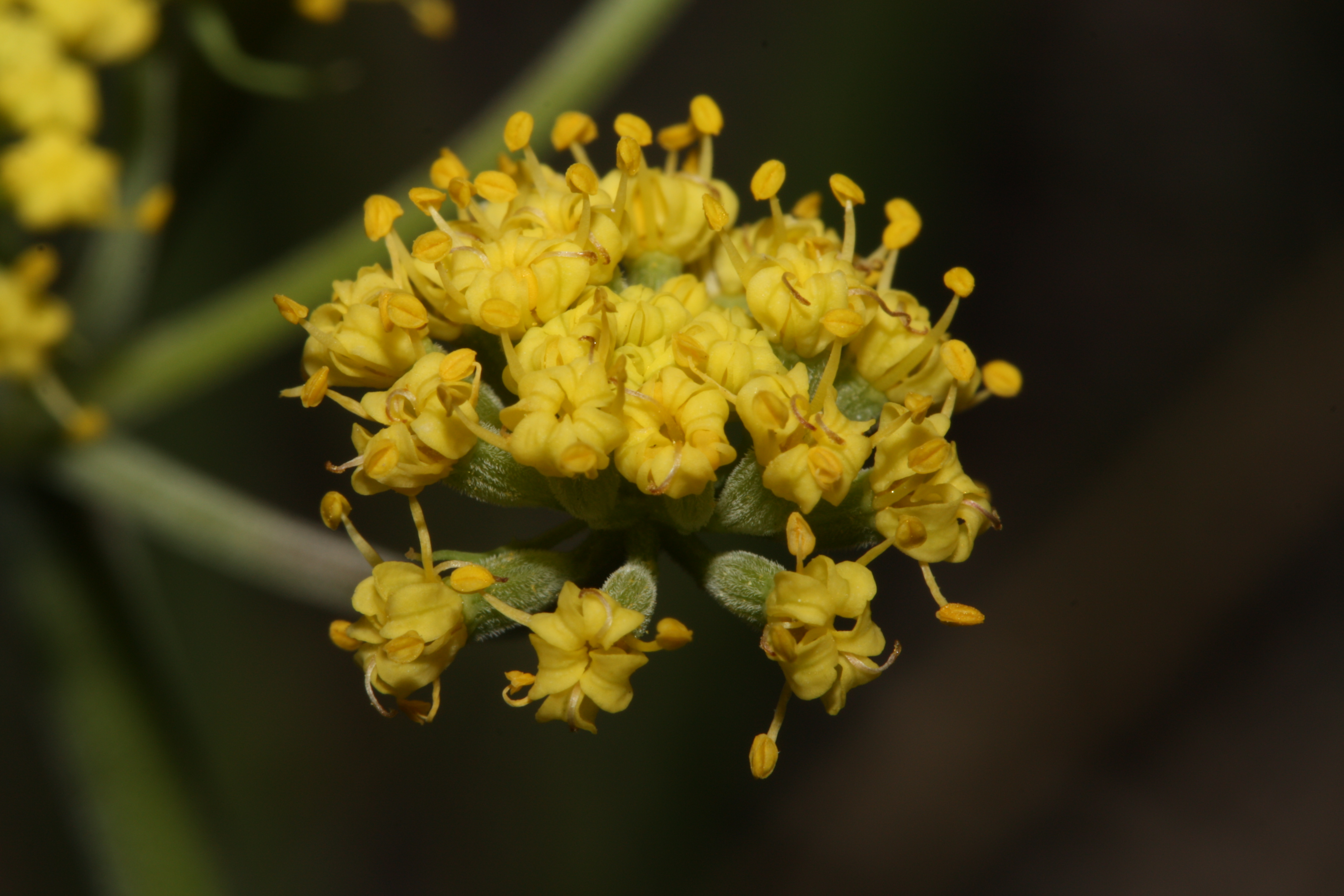